# Werner Fröhling
Werner Fröhling (* 27. April 1907 in Allmannshofen; † nach 1943) war ein deutscher politischer Funktionär der Nationalsozialistische Deutsche Arbeiterpartei (NSDAP).

## Leben
Fröhling studierte nach dem Schulbesuch Geschichte und Germanistik, wechselte dann aber in das Fach Staatswissenschaften.
Anfang der 1930er Jahre fand Fröhling Anschluss an die NS-Bewegung. Um 1932 trat er der SA bei. Zum 1. Mai 1933 trat er der NSDAP bei (Mitgliedsnummer 2.936.976).
1933 wurde Fröhling stellvertretender Gauwirtschaftsberater im Gau Westfalen-Nord und arbeitete nebenher als ehrenamtlicher Mitarbeiter beim Reichstreuhänder der Arbeit für Westfalen. 1934 wurde er von dieser Dienststelle zunächst als wissenschaftlicher Hilfsarbeiter, dann als Ständiger Vertreter für das Wirtschaftsgebiet Westfalen eingestellt. 1938 übernahm er die gleiche Aufgabe für Schlesien.
Anfang 1939 wechselte Fröhling in den Stab des Stellvertreters des Führers (SSdF), der von Rudolf Heß geführten zentralen Leitstelle zur Beaufsichtigung und Steuerung des Parteiapparates der NSDAP. In dieser erreichte er den Rang eines Ministerialrates.
1943 übernahm Fröhling als Nachfolger von Hans Bärmann die Leitung der Gruppe III B in der Parteikanzlei der NSDAP, unter welcher Bezeichnung der SSdF inzwischen firmierte. Diese war für alle Fragen des Wirtschafts-, des Verkehrs-, des Arbeits- und des Ernährungsministeriums zuständig. In dieser Stellung war Fröhling ein enger Mitarbeiter von Martin Bormann.
In der SS, in die er von der SA um 1939 wechselte (SS-Nummer 310.144), erreichte Fröhling mindestens den Rang eines SS-Sturmbannführers (20. April 1943).